# Michael Teitelbaum

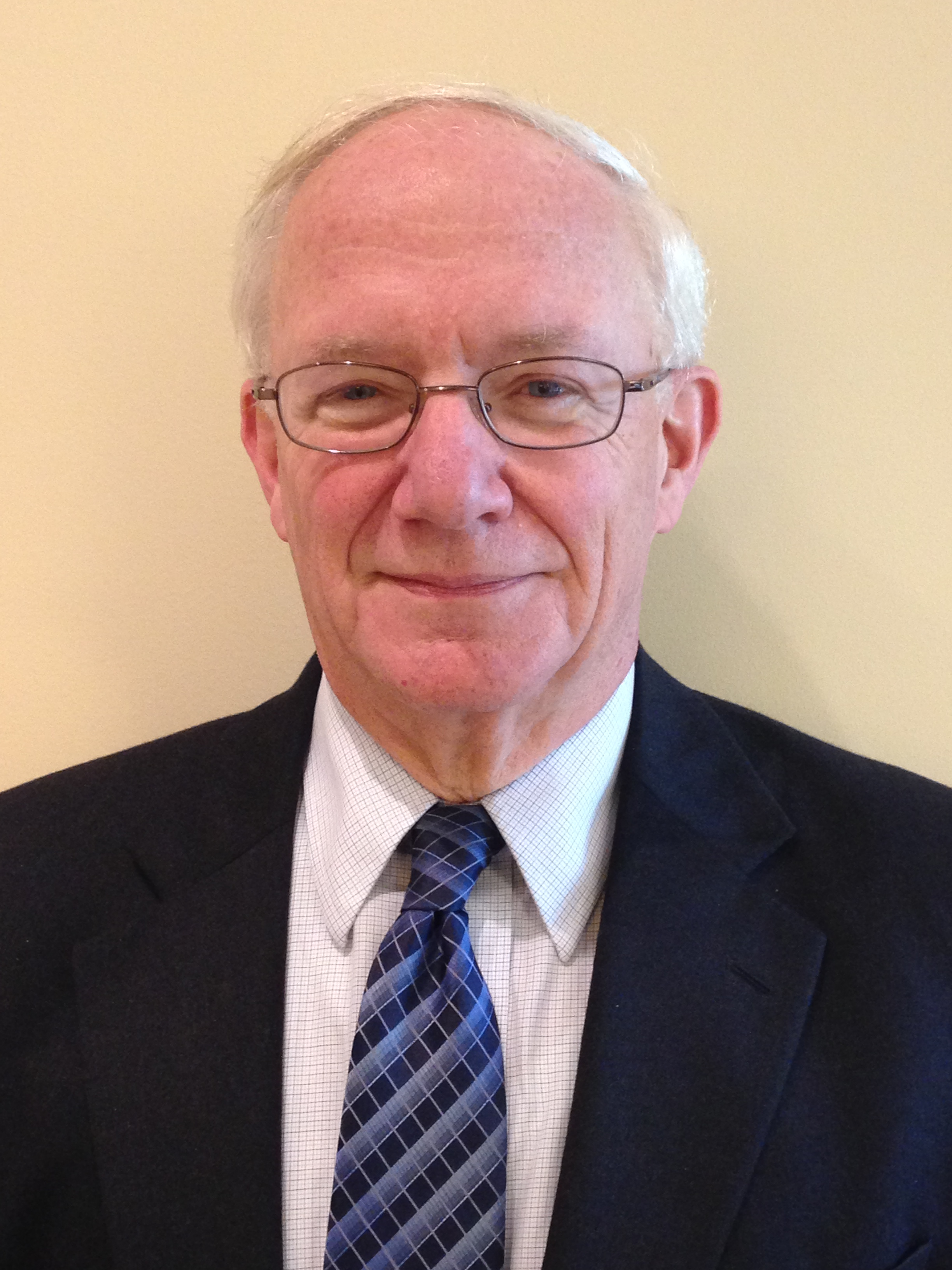
Teitelbaum in 2014

Michael S. Teitelbaum is een Amerikaans demograaf bij de Alfred P. Sloan Foundation in New York. Hij publiceert over immigratieproblemen in zowel de populaire en academische sectoren en diende als commissaris aan de Amerikaanse Commissie voor de Studie van de internationale migratie en Coöperatieve Economische Ontwikkeling (1988-1990) en de U.S. Commission on Immigration Reform (1996-1997).
Teitelbaum was een undergraduate student aan Reed College en later een zogenaamde Rhodes Scholar aan de Universiteit van Oxford, waar hij zijn PhD in demografie haalde.